# Джуитт, Дэвид
Дэ́вид Джу́итт (англ. David Clifford Jewitt, род. 1958) — американский астроном, профессор Института астрономии Гавайского университета.
Член Национальной академии наук США (2005).

## Биография
Родился в 1958 году в Англии. В 1979 году окончил Лондонский университет. В 1980 году получил учёную степень магистра естественных наук в Калифорнийском технологическом институте, а в 1983 году там же — степень доктора философии в области астрономии. В сферу его интересов входят изучение транснептунового региона Солнечной системы, история формирования Солнечной системы и физические свойства комет. Вместе с Джейн Лу обнаружил первый объект пояса Койпера (15760) Альбион в августе 1992 года. За это открытие был награждён в 2012 году престижными премиями Шао и Кавли.